# Drea de Matteo
Drea de Matteo, pseudonimo di Andrea Donna de Matteo (New York, 19 gennaio 1972), è un'attrice statunitense, nota per aver interpretato Adriana La Cerva ne I Soprano, Wendy Case in Sons of Anarchy e Tess Nazario in Shades of Blue , Angie Bolen in Desperate Housewives (2009–2010).

## Biografia
Andrea Donna de Matteo nasce nel Queens, distretto di New York. Dopo la laurea alla Loyola School, ha studiato presso la New York University's Tisch School of the Arts, originariamente sperava di diventare regista e non attrice.
La carriera di attrice di Drea de Matteo decolla nel 1999, interpretando il ruolo dell'appariscente, fragile e sensuale Adriana, fidanzata di Christopher Moltisanti nella serie televisiva della HBO I Soprano.
Inizialmente non accreditata, appare solo come cameriera di sala (ep. 1) e nel corso della prima stagione assume il ruolo che poi le porterà fama e fortuna.
Nel 2001 è voluta come protagonista di Il nostro Natale da Abel Ferrara, alla regia di uno dei suoi film meno fortunati al botteghino, ma accolto bene da critica e fans, che ne hanno fatto un cult col passare degli anni. Nello stesso anno ha una parte nel film Codice: Swordfish per la regia di Dominic Sena e in Made - Due imbroglioni a New York diretto da Jon Favreau. Nel 2003 appare nel film musicale Prey for Rock & Roll, diretto da Alex Steyermark.
Nel 2008 interpreta il ruolo di Wendy Case nella serie televisiva Sons of Anarchy, in onda negli Stati Uniti sul canale FX. L'episodio pilota va in onda il 3 settembre 2008 e l'attrice continua a fare apparizioni durante le prime sei stagioni della serie. Viene promossa come personaggio regolare per la settima e ultima stagione.
Nel 2009 entra a far parte del cast della serie Desperate Housewives nel ruolo di Angie Bolen.
Nel 2016 entra a far parte del cast della serie poliziesca Shades of Blue nel ruolo del detective Tess Nazario. La serie viene interrotta nel 2018 e, a parte due piccoli ruoli, Drea De Matteo si ritrova ai margini di Hollywood (a suo dire per le posizioni no vax prese durante la pandemia), arrivando ad aprirsi OnlyFans.

## Filmografia parziale

### Cinema
- Il nostro Natale (R Xmas), regia di Abel Ferrara (2001)
- Codice: Swordfish (Swordfish), regia di Dominic Sena (2001)
- Made - Due imbroglioni a New York (Made), regia di Jon Favreau (2001)
- Deuces Wild - I guerrieri di New York (Deuces Wild), regia di Scott Kalvert (2002)
- Prey for Rock & Roll, regia di Alex Steyermark (2003)
- Assault on Precinct 13, regia di Jean-François Richet (2005)
- Walker Payne, regia di Matt Williams (2006)
- Broken English, regia di Zoe R. Cassavetes (2007)
- New York, I Love You, regia di Fatih Akin e Yvan Attal (2008)
- Once More with Feeling, regia di Jeff Lipsky (2009)
- Free Ride, regia di Shana Betz (2013)
- Dark Places - Nei luoghi oscuri (Dark Places), regia di Gilles Paquet-Brenner (2015)
- Collide - Destini incrociati (Collide), regia di Mukunda Michael Dewil (2022)
- Nonnas, regia di Stephen Chbosky (2025)

### Televisione
- I Soprano (The Sopranos) – serie TV, 61 episodi (1999-2006)
- Joey – serie TV, 46 episodi (2004-2006)
- Desperate Housewives – serie TV, 23 episodi (2009)
- CSI Miami serie TV, episodio 10x7 (2011)
- Law & Order - Unità vittime speciali (Law & Order: Special Victims Unit) - serie TV, episodio 12x11 (2011)
- Californication - serie TV, episodio 5x07 (2012)
- Sons of Anarchy – serie TV, 35 episodi (2008-2015)
- Sulle tue tracce (Whisper of Fear), regia di Mark Tonderai - film TV (2013)
- Agents of S.H.I.E.L.D. - serie TV, episodio 2x13 (2015)
- Shades of Blue - serie TV, 36 episodi (2016-2018)
- Mayans M.C. - serie TV, episodio 5x09 (2023)
- Power Book II: Ghost - serie TV, episodio 4x08 (2024)

## Riconoscimenti
- Emmy Awards
  - 2004 – Migliore attrice non protagonista in una serie drammatica per I Soprano
- Golden Globe
  - 2005 – candidatura come Miglior attrice non protagonista in una serie

## Doppiatrici italiane
Nelle versioni in italiano delle opere in cui ha recitato, Drea de Matteo è stata doppiata da:
- Paola Majano ne I Soprano, Californication, Shades of Blue, Collide - Destini incrociati
- Tiziana Avarista in Joey, Assault on Precinct 13
- Emanuela Rossi in Codice: Swordfish, Il nostro Natale
- Claudia Catani in Law & Order - Unità vittime speciali, Nonnas
- Beatrice Margiotti in Deuces Wild - I guerrieri di New York
- Franca D'Amato in Prey for Rock & Roll
- Cristiana Lionello in Desperate Housewives
- Pinella Dragani in CSI: Miami
- Michela Alborghetti in Sons of Anarchy
- Benedetta Degli Innocenti in Sulle tue tracce
- Antonella Rinaldi in Agents of S.H.I.E.L.D.
- Eleonora De Angelis in Dark Places - Nei luoghi oscuri
- Alessandra Maffei in Mayans M.C.